# White Christmas/Natale dura un giorno
White Christmas/Natale dura un giorno è un 45 giri natalizio dei cantanti italiani Fred Bongusto e Iva Zanicchi, pubblicato nel 1973.

## Tracce
Lato A
- Fred Bongusto: White Christmas (Bianco Natale) - 2:52 - (Filibello - I. Berlin)

Lato B
- Iva Zanicchi: Natale dura un giorno (Stille Nacht) - 3:22 - (P. Limiti - trascritta e rielaborata da Ezio Leoni)